# Halcurias minimus
Espèce
Halcurias minimus est une espèce de la famille des Halcuriidae.

## Systématique
Le nom valide complet (avec auteur) de ce taxon est Halcurias minimus Carlgren, 1928.

## Publication originale
- Carlgren, O. (1928). Actiniaria der Deutschen Tiefsee-Expedition. Wissenschaftliche Ergebnisse der Deutschen Tiefsee-Expedition auf dem Dampfer "Valdivia" 1898-1899, 22(4): 125-266 [reprint 1-144]